# Dunbeath
Dunbeath är en ort i Storbritannien.   Den ligger i kommunen Highland och riksdelen Skottland, i den norra delen av landet, 800 km norr om huvudstaden London. Dunbeath ligger 18 meter över havet och antalet invånare är 276.
Terrängen runt Dunbeath är platt norrut, men åt sydväst är den kuperad. Havet är nära Dunbeath åt sydost.  Närmaste större samhälle är Helmsdale, 19,6 km sydväst om Dunbeath. 